# Sân bay quốc tế Maiduguri
Sân bay quốc tế Maiduguri (IATA: MIU, ICAO: DNMA) là một sân bay phục vụ Maiduguri, thành phố thủ phủ bang Borno của Nigeria.

## Hãng hàng không và tuyến bay
| Hãng hàng không | Các điểm đến |
| --------------- | ------------ |
| Arik Air        | Abuja        |
| IRS Airlines    | Yola         |